# Monika Bader
Monika Bader (* 9. März 1959 in Trauchgau, jetzt Halblech) ist eine ehemalige deutsche Skirennläuferin. Sie gehörte Ende der 1970er Jahre kurzzeitig zu den stärksten Abfahrerinnen des Deutschen Skiverbandes.

## Biografie
Bader wuchs im Allgäu auf. Das Skifahren erlernte sie auf einem Skihügel in unmittelbarer Nähe ihres Elternhauses. Im Alter von zehn Jahren bestritt sie ihr erstes Rennen. Nach einigen Erfolgen im Juniorenbereich gelang ihr 1975 im Alter von 16 Jahren der Sprung in die deutsche Skinationalmannschaft. Bei den Junioreneuropameisterschaften 1977 in Kranjska Gora gewann sie die Bronzemedaille in der Abfahrt.
Im Weltcup gelang Bader die einzige Platzierung ihrer Karriere auf dem Podest im Dezember 1977 im Abfahrtslauf von Val-d’Isère, bei dem sie auf den dritten Platz fuhr. Bis 1980 konnte sie sich bei Weltcuprennen noch drei weitere Male unter den besten zehn platzieren. Zudem belegte sie 1978 bei den Skiweltmeisterschaften in Garmisch-Partenkirchen Rang 10 in der Abfahrt, wurde Europacupsiegerin und Deutsche Vizemeisterin in ihrer Spezialdisziplin. 1980 nahm sie an den Olympischen Winterspielen in Lake Placid teil. Sie verletzte sich im Winter 1980 so schwer, dass sie ihre Laufbahn vorzeitig beenden musste.